# Giacomo Tamburino
Giacomo Tamburino (Catania, 1º dicembre 1925 – Catania, 8 febbraio 2022) è stato un medico italiano.
Nato a Catania da Vincenzo, avvocato, e Maria Sapienza, ha percorso la carriera universitaria nella propria città tranne gli anni dal 1951 al 1958, trascorsi nell'Università “La Sapienza” di Roma e per un anno al National Institute for Medical Research di Londra. Tra i suoi antenati si annoverano il teologo Tommaso Tamburini (1591-1675) e l'archeologo Corrado Tamburino Merlini (1781-1850).

## Attività universitaria

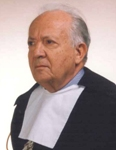
Giacomo Tamburino

Allievo del prof. Luigi Condorelli prima e del prof. Gianmaria Rasario poi, ha conseguito libere docenze in Semeiotica Medica (1957), Patologia Medica (1959), Clinica Medica (1961), Idrologia Medica (1965). Da professore ordinario ha diretto nell'università di Catania l'istituto di Semeiotica medica (1972-79), di Patologia medica  (1979-86) e di Clinica medica (1986-98).
Nel 1955 ebbe assegnato il premio “Carlo Erba” per giovani ricercatori.
Nel 1957 i contributi originali sui rapporti tra metabolismo del ferro ed eritropoiesi, ottenuti con l'ausilio dei traccianti radioattivi del ferro e pubblicati su Lancet (1954), D. Med. Wschr. (1955), Experientia (1955), Sang (1955), Haematol. (1955-57), gli valsero assieme a Ugo Salera il prestigioso premio biennale della Società Italiana di Medicina Interna.
È stato promotore nonché direttore delle scuole di specializzazione in Angiologia medica ed in Medicina dello Sport nell'università di Catania.
È stato titolare di una Unità Operativa del Consiglio Nazionale delle Ricerche per l'Arteriopatia cronica obliterante (1978-81) e per l'Ipertensione (1982-85) nonché coordinatore di un Progetto di Ricerca interuniversitario del Ministero della Pubblica Istruzione per l'Osteoporsi post-menopausale e senile (1984-87).
Consigliere eletto della Società Italiana di Medicina Interna (1989-1993) e per due volte di quella di Patologia Vascolare (1991-1996) di cui è stato presidente della sezione siciliana per il triennio 1978-81 e in sede nazionale per il triennio 1994-1996. Componente eletto della Giunta del Collegio nazionale dei professori universitari di Medicina interna (1991-1993).
Componente della Commissione Regione Siciliana per la Sviluppo delle Risorse Idrotermali (1968-71), per la Programmazione della Ricerca Sanitaria (1991-94) e per la Valutazione del Rischio Clinico (2005-06).
Socio dell'Accademia Romana di Scienze dal 1987 e di quella Gioenia di Catania dal 1988.

## Pubblicazioni
La operosità scientifica si compendia in oltre trecento pubblicazioni, comunicazioni e relazioni a congressi nazionali ed internazionali. I contributi riguardano principalmente (ordine cronologico):
1. Il metabolismo del ferro nei suoi rapporti con l'eritropoiesi, studiato con l'ausilio dei radioisotopi del metallo.
2. Il metabolismo cellulare degli acidi nucleici, studiato con radioisotopi e rivelazione citoautoradiografica.
3. Il metabolismo dei sali ossei studiato con radiocalcio nella norma ed in varie condizioni patologiche.
4. Il metabolismo fosforico ed enzimatico del miocardio, del muscolo scheletrico e del fegato indagato con radiofosforo.
5. Il patrimonio idro-salino valutato con traccianti radioattivi nella norma ed in varie condizioni fisiopatologiche.
6. Individuazione di una nuova frazione bilirubinemica alcool-precipitabile e acetico-estraibile.
7. Fisiopatologia della derivazione biliare esterna.
8. Ruolo della calcitonina, dell'osteocalcina e di altri markers plasmatici nel metabolismo osseo (lettura al XCI congresso della Soc. It. di Medicina Interna).
9. Regolazione del tono muscolare (relazione al XXI congresso della Soc. It. di Patologia Vascolare).
10. Fisiopatologia e clinica dell'ipertensione arteriosa.
11. Sistema peptidergico ad azione vasoattiva (lettura al XCIII congresso della Soc. It. di Medicina Interna).
12. Fisiopatologia dell'ormone natriuretuico atriale (relazione al 13th Sc. Meet. Int. Soc. Hypertension).
13. Cronorischio vascolare (relazione al XXIII congresso della Soc. It. di Patologia Vascolare).

Nell'ambito della trattatistica ha curato la XIX edizione de IL RASARIO Semeiotica Medica - Idelson-Gnocchi, 2010

## Impegno sociale
Nella vita sociale, fin da giovane frequenta gli ambienti cattolici, vicino ai gesuiti prima, quindi come dirigente nella FUCI e negli organismi rappresentativi universitari. Dal 1960 al 1970 presiede la Giunta di Azione Cattolica nell'Arcidiocesi di Catania e come tale fa parte del comitato promotore nel 1968 della XXXIX Settimana Sociale dei cattolici d'Italia. Nel 1991 è protagonista di una disputa sulle omelie durante la celebrazione delle messe. In essa, oltre al vescovo sono coinvolti laici e religiosi che per parecchi mesi si susseguono con interventi su vari organi di stampa tanto che un periodico fiorentino definisce “Quaestio Tamburiniana” la diatriba fra le opposte opinioni, suscitando nel sicilianista Antonio Pagano, ordinario di lettere classiche, la composizione di 52 versi satirici in lingua siciliana, pubblicati nel periodico fiorentino “Lumie diSicilia” (n. 60 del 2007).Attività letteraria
Avvicinandosi al pensionamento si dedica allo “scrivere di altro” pubblicando articoli di opinione e di divulgazione scientifica su quotidiani e periodici, due Album di Famiglia (Artestampa, Catania, 1996 e 1998), La Medicina nell'Università di Catania (Università di Catania, 1998), Santi, Santini e Reliquie di un Oratorio Privato (Provincia Reg. Catania, 1999), Storia e Cronaca dell'Università di Catania dal XV al XXI secolo (Università di Catania, 2001), Per Grazia Ricevuta. Il Culto Mariano in Sicilia in 36 Incisioni del  (2001), premio Capuana 2002, Quattro Matrimoni per un Erede (2002), premio Capuana 2003, Strane Storie di Amore (2004), Lo Stiletto di Donna Raffaella (2005), Dall’Andalusia alla Sicilia (2005), Lo ha fatto anche Abramo (2006),  Storie Siciliane (2006), La Stagione degli Amori Perduti (2010)con (PIEMME), Non posso, non debbo, non voglio (2011), La Povera Milionaria (2012), Veri sì e no (2012), I Gioielli di Don Calò e altri Racconti Gialli (2013), Delitto a Posillipo (2013), Delitto di via Maqueda(2014), Delitto al s.Domenico (2014), Dieci secoli di stravaganze (2015), Una donna, sette uomini e il figlio monsignore (2015).
Per maggiori informazioni sui sopra citati romanzi, editi da Maimone, visitare il sito internet della relativa casa editrice: http://www.maimone.it/risultati.asp?autore=tamburino&titolo=&Collana=&x=0&y=0
Per saperne di più su La Stagione degli Amori Perduti visitare il seguente sito: http://www.edizpiemme.it/ricerca?q=la+stagione+degli+amori+perduti.

## Altre notizie
Accademia Gioenia (www3unict/.../index.php?tamburino-giacomo.-); Giuseppe Maimone Editore, Catania (vedi sopra); PIEMME Ed., Milano (vedi sopra).